# Iwao Horiuchi
Iwao Horiuchi (堀内 岩雄 (?); Prefettura di Toyama, 9 dicembre 1941 – 4 marzo 2015) è stato un lottatore giapponese, specializzato nella lotta libera.

## Palmarès

### Olimpiadi
- 1 medaglia:
  - 1 bronzo (Tokyo 1964 nei pesi leggeri)

### Mondiali
- 2 medaglie:
  - 1 oro (Sofia 1963 nei 70 kg)
  - 1 argento (Toledo 1966 nei 70 kg)